# Organización de Guerrillas Fedai del Pueblo Iraní (Minoría)
La Organización de Guerrillas Fedai del Pueblo Iraní (Minoría) (en persa سازمان چريک‌های فدايی خلق ايران (اقليت) Sāzmān-e čerikhā-ye Fadāʾi-e ḵalq-e Irān (aqallīyat)) fue una organización marxista-leninista de Irán.

## Historia
Una rama de la Organización de Guerrillas Fedai del Pueblo Iraní, se separó de la facción de la mayoría, y se adhirió a la política militante original del grupo, se opuso al Tudeh e insistió en combatir a la República Islámica.
Una rama pro-minoría liderada por Moṣṭafā Madani de la Organización Fedayín del Pueblo Iraní (Mayoría), llamada Organización de Guerrillas Fedai del Pueblo Iraní-Mayoría del ala izquierda se escindió en octubre de 1980, y paso formar parte de los minorías en enero de 1982.
El grupo estaba involucrado en una guerra de guerrillas en los bosques del norte de Irán y en la provincia de Kurdistán. Estaba en contra de la URSS, y consideraba que la Unión Soviética posterior a la época de Stalin, era un estado revisionista.